# Austroasca africana
Austroasca africana är en insektsart som beskrevs av Irena Dworakowska 1971. Austroasca africana ingår i släktet Austroasca och familjen dvärgstritar.
Artens utbredningsområde är Algeriet. Inga underarter finns listade i Catalogue of Life.